# Warsow (plaats)
Warsow is een gemeente in de Duitse deelstaat Mecklenburg-Voor-Pommeren, en maakt deel uit van het Landkreis Ludwigslust-Parchim.

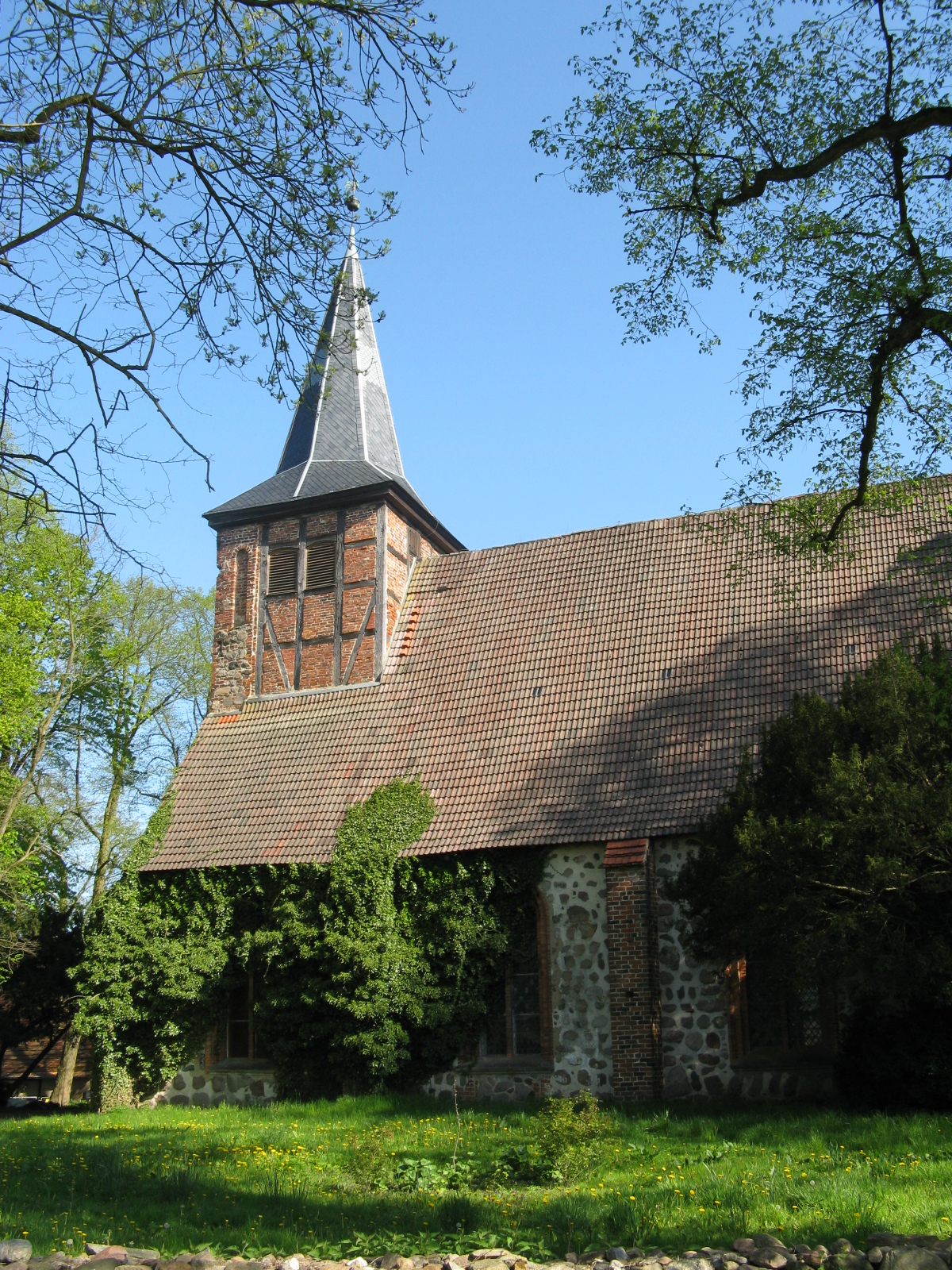
Kerk in Warsow

Warsow telt 676 inwoners.